# 星崎未來
星崎未来（ほしざき みらい、1982年3月10日—），出身於日本神奈川縣。2001年進入AV界，於2003年引退。興趣是閱讀與講長電話。
星崎未来是屬於長相漂亮的女優，加上其叫聲跟眼神搭配，非常具有勾引的魅惑吸引力。不過她的胸部曾隆乳過，因此被許多人批評為作假的女優。

## 人物
- 拿手絕技：河童上滑石
- 初體驗年齡：17歲
- 最愛體位：最原始，最簡單的進入
- 影片常見特技：手插陰戶
- 曾拍AV片數量：約16套
- 入行經過：日本AV星探發掘
- 最刺激AV影片：女体觀察
- 性感帶：屁股眼

## 作品
以女腳系列和痴女優最為出名
- 《近親調教》（處女作）
- 《痴女優》
- 《LOVE CONTACT 》
- 《激射》
- 《TWIN STAR》
- 《菊之花》
- 《徹底攻略》
- 《BLACKDATE》
- 《超股間》
- 《女優拘束》
- 《絕對服從》
- 《女体觀察》
- 《NUDISM》
- 《七變化》
- 《惡女宣言》
- 《引退》（引退作）

## 外部連結
- X CITY AV偶像名鑑 星崎未来
- 星崎未来介紹